# SPEED OF LOVE
『SPEED OF LOVE』（スピード・オヴ・ラヴ）は1993年6月2日にリリースされたFENCE OF DEFENSEの8thアルバム。

## 解説
前作『RIDE』の流れを汲むポップな作品。本作以降、タイトルから「バンド名+数字」の表記が無くなる。

## 参加ミュージシャン
- 設楽篤志： シンセサイザーオペレーター
- 溝口肇 ： ストリングスアレンジメント
- 中西俊博、桑野聖 ： バイオリン、二胡
- 桑野千恵 ： ビオラ
- 矢島富雄 ： チェロ

## 収録曲
| 全編曲: FENCE OF DEFENSE。 |                                                 |            |                            |       |
| #                          | タイトル                                        | 作詞       | 作曲                       | 時間  |
| 1.                         | 「SPEED OF LOVE」                               | 石川雅敏   | 北島健二、西村麻聡、山田亘 | 5:23  |
| 2.                         | 「FLAPPER」                                     | 神沢礼江   | 西村麻聡                   | 5:27  |
| 3.                         | 「もう一度EMOTION」                             | 神沢礼江   | 西村麻聡                   | 5:06  |
| 4.                         | 「天使のハンマー〜ROCK ME BABY IN YOUR ARMS〜」 | K.INOJO    | 北島健二、西村麻聡、山田亘 | 3:38  |
| 5.                         | 「TRUE」                                        | K.INOJO    | 北島健二、西村麻聡、山田亘 | 5:24  |
| 6.                         | 「GET OVER」                                    | 早咲めぐみ | 北島健二、西村麻聡、山田亘 | 4:56  |
| 7.                         | 「Dance With Your Badness」                     | 早咲めぐみ | 北島健二、西村麻聡、山田亘 | 4:51  |
| 8.                         | 「摩天楼の湖」(ストリングスアレンジ:溝口肇)     | 西村麻聡   | 北島健二、西村麻聡、山田亘 | 6:55  |
| 9.                         | 「君の中に」                                    | 西村麻聡   | 西村麻聡                   | 4:38  |
| 10.                        | 「Forever In Love」                             | 西村麻聡   | 西村麻聡                   | 5:31  |
| 合計時間:                  | 合計時間:                                       | 合計時間:  | 合計時間:                  | 51:49 |

## 楽曲解説
1. SPEED OF LOVE
  - ベストアルバム『GREAT FREAKERS BEST 〜FENCE OF DEFENSE 1987-2007〜』にも収録されている。
2. FLAPPER
  - 小茂田理絵に提供した楽曲のセルフカバー。
  - リプロダクションアルバム「FENCE OF DEFENSE 20th Anniversary RE-PRODUCT 1993-2006』にはリプロダクションバージョンが収録されている。
3. もう一度EMOTION
  - 14thシングル。
4. 天使のハンマー〜ROCK ME BABY IN YOUR ARMS〜
5. TRUE
6. GET OVER
  - 14thシングル『もう一度EMOTION』のカップリング曲。
7. Dance With Your Badness
8. 摩天楼の湖
  - 3枚目の「2235 ZERO GENERATION」以来、ゲストミュージシャンを起用、ストリングスや中国の弦楽器二胡を取り入れるなど、楽曲の叙情性を高めている。
9. 君の中に
10. Forever In Love
  - 13thシングル。この楽曲は当初円谷映像制作の映画「セイレーン」主題歌に起用される予定だったが、映画自体が製作中止になりトラブルになった。